# 彼得拉库帕
彼得拉库帕（義大利語：Pietracupa）是意大利坎波巴索省的一个市镇。总面积10平方公里，人口240人，人口密度24.0人/平方公里（2009年）。ISTAT代码为070054。